# Чумакова, Роза Степановна
Роза Степановна Чумакова (до замужества Малышева; 8 июня 1924, Москва — 9 октября 2007) — советская спортсменка, шестикратная чемпионка СССР и двукратная чемпионка Европы (1954, 1955) по академической гребле. Заслуженный мастер спорта СССР (1955).

## Биография
Родилась 8 июня 1924 года в Москве. После начала Великой Отечественной войны работала медсестрой в госпитале, в 1942 году была зачислена радио-кодировщицей в 13-й отдельный Краснознамённый Гвардейский авиаполк Гражданского воздушного флота. 
В 1944 году вернулась с фронта и начала заниматься академической греблей на гребной базе «Стрелка» под руководством Бронислава Ягминовича. В дальнейшем в разные годы тренировалась под руководством Петра Пахомова и Игоря Полякова. Наиболее значимых результатов добивалась в начале и середине 1950-х годов, когда 6 раз становилась чемпионкой СССР в разных видах программы. В 1953—1956 годах входила в состав сборной страны, в 1954 и 1955 годах выигрывала золотые медали чемпионатов Европы в классе одиночек.
Окончила ГЦОЛИФК имени И. В. Сталина. После завершения спортивной карьеры работала во ВНИИФКе и Научно-исследовательском кинофотоинституте, была заведующей кафедрой физического воспитания в Московском институте инженеров гражданской авиации. В 1969 году защитила диссертацию на соискание учёной степени кандидата педагогических наук, в 1975 году ей было присвоено звание доцента. Занималась также общественной деятельностью, возглавляла Совет гребцов-ветеранов города Москвы, входила в состав президиума Совета ветеранов спорта ЦСКА.
Умерла 9 октября 2007 года на 84-м году жизни. Похоронена на Никольском кладбище в Балашихе.